# Prividenie, kotoroe ne vozvraščaetsja

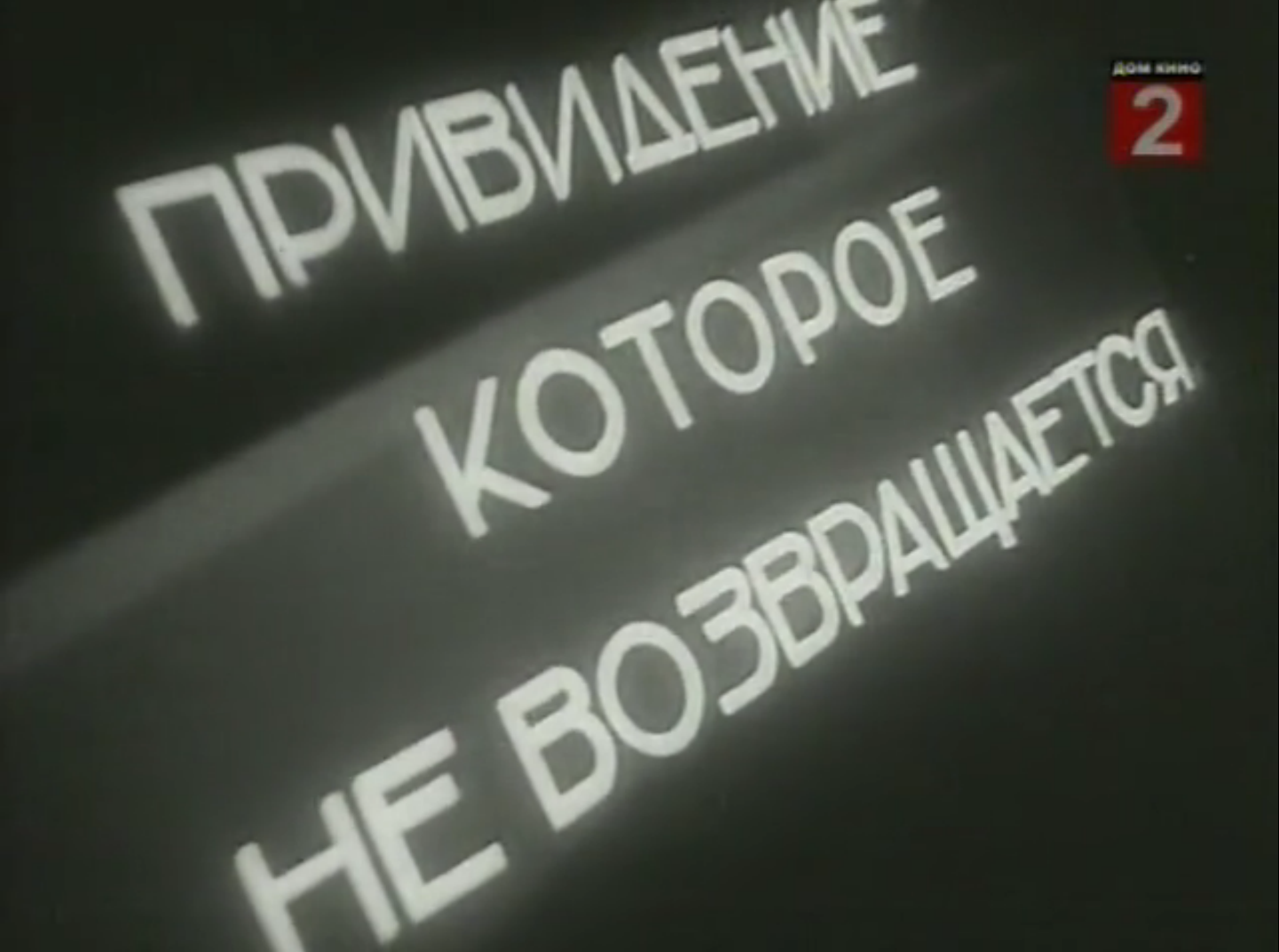
Titoli del film

Prividenie, kotoroe ne vozvraščaetsja (Привидение, которое не возвращается) è un film del 1929 diretto da Abram Matveevič Room. Il film è tratto dalla novella di Henri Barbusse Le rendez-vous qui n'a pas eu lieu.

## Trama
Il film segue il protagonista José Real (Boris Ferdinandov) nel suo viaggio dal carcere al mondo reale. Real è stato condannato all’ergastolo per aver cercato di sindacalizzare un giacimento petrolifero sudamericano e per aver tentato uno sciopero. Dopo aver scontato dieci anni di pena, gli viene concesso un giorno per rivedere la sua famiglia, un privilegio dal quale però non farà ritorno. Ignaro di tutto, è seguito da un agente con l’ordine di assassinarlo.
Salito su un treno per raggiungere la sua famiglia, Real si addormenta accidentalmente e perde la sua fermata. Resosi conto dell’errore, salta giù dal treno nel tentativo di tornare indietro. Assaporando la sua ritrovata libertà, si addormenta di nuovo, questa volta su un masso, prima di riprendere il viaggio verso sua moglie e suo figlio. Quando finalmente arriva a casa, scopre che sua moglie non c’è. Trova però suo padre e suo figlio, che gli raccontano di un nuovo sciopero in corso all’Hillside Inn locale.
Real si reca sul posto, seguito sia dall’agente sulle sue tracce che dalla polizia. Gli viene ordinato di tornare in prigione, ma lui rifiuta e dichiara che non farà ritorno. Scoppia così uno scontro a fuoco tra la polizia e i lavoratori. Il film si conclude con Real che corre a casa per impugnare un’arma e combattere la polizia. Mentre diversi lavoratori vengono arrestati e imprigionati, si diffonde la notizia che Real sta guidando il nuovo sciopero.

## Personaggi
- José Real, interpretato da Boris Ferdinandov
- Syn Khose, interpretato da A. Filippov
- Lavoratore, interpretato da Karl Gurnyak
- Capo degli agenti, interpretato da Dmitriy Kara-Dmitriev
- Otets Khose, interpretato da Ivan Lavrov
- Seduttore, interpretato da A. Repin
- Agente di polizia, interpretato da Maksim Shtraukh
- Santander, interpretato da Gavril Tereekhov
- Direttore della prigione, interpretato da Daniil Vvedenskiy